# Ilha Solteira
Ilha Solteira es un municipio brasileño del estado de São Paulo. Su población en 2022 era de 25.549 habitantes. Posee un área de 652,641 km².

## Historia
Ilha Solteira nace a partir de la construcción de la represa homónima en 1968. Fue fundada por la Companhia Energética de São Paulo (CESP), a cargo de la obra, para albergar a los trabajadores de la represa. Fue elevada a categoría de municipio en 1991.
Es uno de los 29 municipios del estado con categoría de Municipio de Estância Turística, por el cual estado colabora con fondos para la promoción turística del mismo.

## Geografía

### Demografía
| Población histórica del municipio | Población histórica del municipio | Población histórica del municipio | Población histórica del municipio |
| Año                               | Población                         |                                   | %±                                |
| --------------------------------- | --------------------------------- | --------------------------------- | --------------------------------- |
| 1970                              | 21 416                            |                                   | —                                 |
| 1980                              | 19 716                            |                                   | −7,9%                             |
| 1991                              | 21 888                            |                                   | 11,0%                             |
| 2000                              | 23 996                            |                                   | 9,6%                              |
| 2010                              | 25 064                            |                                   | 4,5%                              |
| 2022                              | 25 549                            |                                   | 1,9%                              |
| [ 2 ] [ 3 ] [ 4 ]                 |                                   |                                   |                                   |

### Clima
El clima de Ilha Solteira puede ser clasificado como clima tropical de sabana (Aw), de acuerdo con la clasificación climática de Köppen.

## Religión
El Cristianismo está presente en la ciudad de la siguiente manera:

### Iglesia Católica
La iglesia católica del municipio forma parte de la diócesis de Jales.

### Iglesia Protestante
En la ciudad están presentes las más diversas creencias evangélicas, principalmente pentecostales, incluidas las Asambleas de Dios de Brasil (la iglesia evangélica más grande del país), Congregación Cristiana, entre otras. Estas denominaciones están creciendo cada vez más en todo Brasil.